# Extra (journal)
Pour les articles homonymes, voir Extra.
Extra est un journal brésilien basé à Rio de Janeiro. Il appartient au groupe de médias brésilien Globo.